# Харино (Тейковский район)
Харино — деревня в Тейковском районе Ивановской области. Входит в состав Нерльского городского поселения.

## География
Находится в юго-западной части Ивановской области на расстоянии приблизительно 21 км на юг-юго-запад по прямой от районного центра города Тейково.

## История
Деревня уже была известна в 1840 году. В 1859 году здесь (тогда деревня в составе Суздальского уезда Владимирской губернии) был учтен 21 двор.

## Население
Постоянное население составляло 67 человек (1859 год), 62 в 2002 году (русские 87 %), 60 в 2010.